# Vînokurnea, Tulciîn
Vînokurnea (în ucraineană Винокурня) este un sat în așezarea urbană Șpîkiv din raionul Tulciîn, regiunea Vinnița, Ucraina.

## Demografie
Componența lingvistică a localității Vînokurnea
     Ucraineană (99,47%)
     Alte limbi (0,53%)
Conform recensământului din 2001, majoritatea populației localității Vînokurnea era vorbitoare de ucraineană (99,47%), existând în minoritate și vorbitori de alte limbi.